# Tuláci
Tuláci (v anglickém originále Tinkers) jsou román, který napsal americký spisovatel Paul Harding. Vypráví příběhy George Washingtona Crosbyho, postaršího opraváře hodin, kterému zbývá osm dní života – jeho vzpomínek a postupně mizejících sil. Tuláci jsou autorovo debutové dílo. Vydalo je malé nakladatelství Bellevue Literary Press v roce 2009. O rok později kniha Tuláci vyhrála Pulitzerovu cenu v kategorii prózy.

## Okolnosti vydání
Paul Harding vyrostl na severním pobřeží Bostonu ve státě Massachusetts. Jako malý trávil spoustu času v lesích, proto ve svých knihách vyzdvihuje lásku k přírodě a vášnivou náklonnost k jednomu místu. Jeho dědeček opravoval hodiny a on ho často pozoroval, proto ve své knize Tuláci velmi podrobně popisuje opravování hodin.
Kniha vyšla v roce 2009 v malém nakladatelství Bellevue Literary Press, které se jinak specializuje na lékařskou literaturu. V roce 2010 vyhrála Pulitzerovu cenu v kategorii prózy. Ve stejném roce vyhrála PEN/Robert W. Bingham Prize - cena, která se udává pro mimořádně talentované spisovatele za jejich debutové dílo.  Menší roli ve výhře měl Sam Sanders, novinář, který v tu dobu pracoval v knihkupectví. Při čtení se ponořil do tichého románu, který ho zaujal hned při prvních slovech. O této knize řekl všem, včetně Rebeccy Pepper, která byla shodou okolností toho roku šéfkou Pulitzerovy poroty.
<

## Obsah knihy
Hlavní postavou je George Washington Crosby, kterému na začátku knihy zbývá posledních osm dní života. Dozvíme se, že žil spořádaný život. Rýsoval stroje a učil technické kreslení, učil matematiku, získal diplom na pedagogické fakultě atd. Ve starším věku si v bazaru koupil rozbité hodiny z osmnáctého století. Oprava hodin ho začala bavit, tak se na dalších 30 let stal hodinářem. Na smrtelné posteli jeho vzpomínky splývají s přítomností, začíná mít halucinace. S posledními silami pozoruje, jak se kolem jeho lůžka střídají rodinní příslušníci, aby mu usnadnili poslední okamžiky v jeho životě. Myslí si, že je stále v Massachusetts, jeho mysl putuje po všech vztazích a místech. Nejvíce vzpomíná na svého otce Howarda Aarona Crosbyho, kočovného obchodníka. Když bylo Georgovi 12 let, začal trpět epileptickými záchvaty, kterými děsil rodinu, proto ji dobrovolně opustil.
V knize se střídají pohledy George a Howarda, kteří nás provedou jejich životem. Howard je tulák (v angl. tinker), který dokáže opravit vše. Jeho manželka Kathleen ho nutí tvrdě pracovat, aby se postaral o své čtyři děti, z nichž byl George nejstarší. Po tom, co se dobrovolně odstěhoval, změnil si jméno a vzal si jeho druhou manželku. George stále svého otce miloval, ale zároveň nenáviděl.
Pohled se vrací na George. Přemýšlí o svém vlastně šťastném životě a že z nějakého důvodu získal zájem o opravování hodin. Uvažuje o tom, že lidské tělo je jako hodiny: díky paměti je lze znovu nastavit, aby fungovaly, zároveň se ale mohou rozbít.
George má poslední halucinaci na příběh z roku 1952. Tehdy kolem Vánoc zemřela Howardova vlastní matka. Následně Georgova vzpomínka přeskočí do roku 1953. V halucinaci, která vypadá jako vzpomínka, Howard zazvoní na zvonek, kdy se po téměř sedmi desetiletích poprvé sešli George, jeho žena a jeho dvě dcery.
Román se přelévá z první osoby do třetí. Střídají se v něm epické pasáže s velmi hlubokými myšlenkovými pochody, fiktivními texty a lyrickými popisy. Autor svůj román zároveň pojal jako filozofickou úvahu o lásce a ztrátě blízkého člověka a jako zamyšlení nad časem a krásou divoké přírody.

## Přijetí
Jay Parini v recenzi pro deník Guardian uvedl, že kniha se v některých ohledech podobá románu Gilead (román), za který získala Pulitzerovu cenu autorova učitelka Marilynne Robinsonová v roce 2005. Tuláky je možné srovnávat také s dílem Williama Faulknera, a to vzhledem k jejich tématu, ale zejména značné rolí domovského regionu – jen místo státu Mississippi je evokováno Maine.